# Gongylosoma nicobariensis
Gongylosoma nicobariensis — вид змій родини полозових (Colubridae). Ендемік Індії.

## Поширення і екологія
Gongylosoma nicobariensis відомі за типовим зразком, зібраним на острові Каморта в архіпелазі Нікобарських островів.